# Legnotomyia fascipennis
Legnotomyia fascipennis är en tvåvingeart som beskrevs av Mario Bezzi 1925. Legnotomyia fascipennis ingår i släktet Legnotomyia och familjen svävflugor.
Artens utbredningsområde är Egypten. Inga underarter finns listade i Catalogue of Life.